# Molly Holzschlag
Molly E. Holzschlag, née le 25 janvier 1963 et morte le 5 septembre 2023 à Tucson (Arizona), est une auteure, conférencière et défenseure américaine du Web ouvert. 
Elle a été surnommée la Bonne-Fée du Web (Fairy Godmother of the Web).

## Biographie
Molly Holzschlag écrit ou co-écrit 35 livres sur la conception Web et les standards ouverts, dont The Zen of CSS Design : Visual Enlightenment for the Web (co-écrit avec Dave Shea).

### Mort
Molly Holzschlag est diagnostiquée d'une anémie aplasique en 2014. Elle avait parlé des problèmes de financement des soins de santé aux États-Unis, et a collecté plus de 70 000 $ grâce à GoFundMe en 2013 pour financer sa chimiothérapie. Elle est retrouvée morte dans sa maison de Tucson le 5 septembre 2023.